# الاكتناز (الاقتصاد)

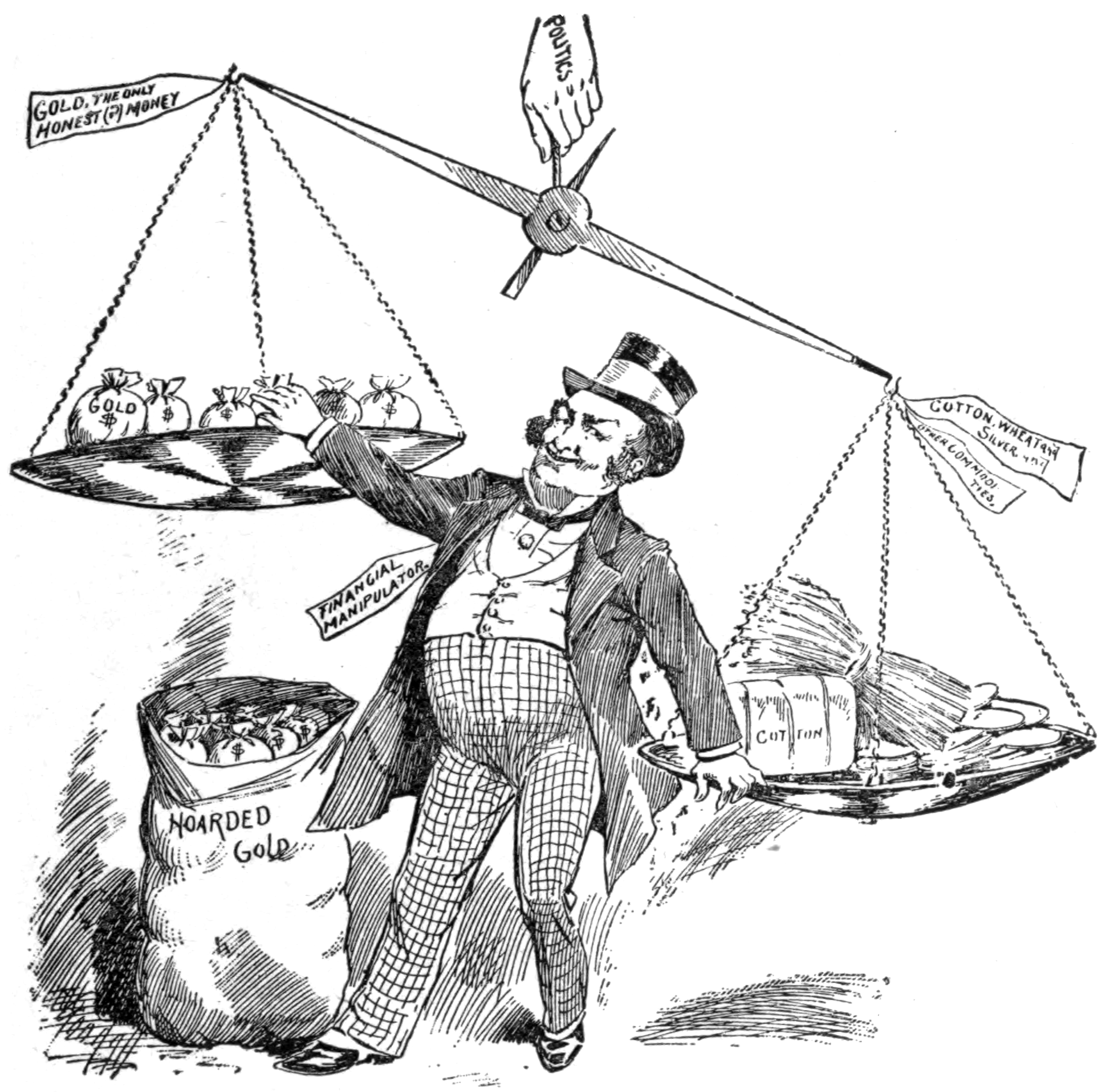
ملصق يعود تاريخه إلى عام 1894 يوضح أثرًا من تأثيرات الاكتناز.

يشير مصطلح الاكتناز في الاقتصاد إلى مفهوم شراء وتخزين كمية كبيرة من المنتجات التي تنتمي إلى سوق معينة، مما يخلق ندرة في هذا المنتج، وبالتالي يرتفع سعر هذا المنتج في نهاية المطاف. تشمل المنتجات المُكتنزة بشكل شائع الأصول مثل الأموال والذهب والأوراق المالية العامة ،  بالإضافة إلى السلع الحيوية مثل الوقود والأدوية.  يقوم المستهلكون في المقام الأول بتخزين الموارد حتى يتمكنوا من ان يستبْقوا على معدل استهلاكهم الحالي في حالة حدوث نقص ( حقيقي أو متصور ).  إن اكتناز الموارد قد يمنع أو يبطئ انتقال المنتجات أو السلع عبر الاقتصاد.  وبالتالي، قد يؤدي هذا إلى ندرة المنتج أو السلعة، مما يؤدي إلى ارتفاع قيمة المورد.
إن الهدف الشائع للاكتناز الاقتصادي هو تحقيق الربح من خلال بيع المنتج بمجرد ارتفاع سعره. ومن ثم، يميل المضاربون الاقتصاديون إلى تخزين المنتجات غير المرنة في الأسعار بحيث عندما يرتفع سعر المنتج، يتم الحفاظ على الطلب على هذا المنتج.   على عكس الاستثمار، السلع المكتنزة تُستبعد من تدفق الأموال في الاقتصاد  وتحدث عمومًا في الأسواق التي تعمل في ظل هيكل غير تنافسي.  يمكن أن يكون لممارسة الاكتناز تأثيرات مختلفة على الاقتصاد وهي قانونية في معظم الحالات، ومع ذلك، غالبًا ما يتم فرض ضوابط الأسعار والقوانين التنظيمية الأخرى لمنع الآثار السلبية على السوق.  وبموجب الفقه الإسلامي ، تعتبر الأفعال المتعمدة للاكتناز الاقتصادي من المحرمات اخلاقيا ومن المحرمات قانونيا.